# Arms Corporation
Az Arms Corporation, Ltd. (有限会社アームス; Júgengaisa Ámuszu; Hepburn: Yūgengaisha Āmusu; rövidítve ARMS) japán animációsfilm-stúdió, amelyet 1996-ban alapítottak. Képviselő igazgatója Simizu Oszamu, aki a Studio Kikan (ma Studio Pierrot+) gyártásfolyamataiért is felelt. Korábbi nevei Dandelion (ダンディ・ライオン; Dandiraion) és Triple X voltak, melyek alatt számos hentai anime elkészítésében is részt vett, főként a Green Bunny stúdióval koprodukcióban. A stúdió elsősorban erős fanservice-t tartalmazó sorozatairól ismert, mint az Ikkitószen vagy a Queen’s Blade. Több sorozatán Rin Sin animátor és karakterdizájner vezető animációs rendezőként dolgozott.
2020. július 22-én az Arms csődöt jelentett, majd augusztus 4-én bezárt.

## Munkái

### Televíziós animesorozatok
- Mezzo DSA (2004)
- Elfen Lied (2004)
- Kakjúszei 2 (2004)
- Dzsosi kószei (2006)
- Himavari! (2006)
- Himavari!! (2007)
- Ikkitószen: Dragon Destiny (2007)
- Gensiken 2 (2007)
- Ikkitószen: Great Guardians (2008)
- Queen’s Blade: Ruró no szensi (2009)
- Queen’s Blade: Gjokuza o cugumono (2009)
- Ikkitószen: Xtreme Xecutor (a TNK-val koprodukcióban, 2010)
- Hjakka rjóran: Samurai Girls (2010)
- Queen’s Blade Rebellion (2012)
- Hagure júsa no Estetica (2012)
- Maojú maó júsa (2013)
- Hjakka rjóran: Samurai Bride (2013)
- Szekai de icsiban cujoku naritai! (2013)[3]
- Szabagebu! (Studio Pierrot+ néven, 2014)
- Wizard Barristers: Benmasi Cecil (2014)
- Gokukoku no Brynhildr (2014)
- Isuca (2015)
- Valkyrie Drive: Mermaid (2015)

### OVA-k
- Kite (a Green Bunny-val koprodukcióban, 1998)
- One: Kagajaku kiszecu e (2001–2002)
- Nakoruru: Ano hito kara no okurimono (2002)
- From I"s (a Studio Pierrot-val koprodukcióban, 2002–2003) Megjegyzés: Az első OVA-t a Pierrot animálta, míg a másodikat az Arms.
- I"s Pure (a Studio Pierrot-val koprodukcióban, 2005–2006)
- Elfen Lied: Regenschauer (2005)
- Szaijúki Reload: Burial (a Studio Pierrot-val koprodukcióban, 2007)
- Ramen tensi Pretty Menma (Gensiken 2-különkiadás, 2008)
- Naiso no Cubomi (a Studio Kikannal koprodukcióban, 2008)
- Zettai sógeki: Platonic Heart (2008-2009)
- Queen’s Blade: Ucukusiki tósitacsi (2010–2011)
- Queen’s Blade: Premium Visual Book (Queen’s Blade Rebellion-OVA, 2011–2012)
- Ikkitószen: Súgaku tósi keppúroku (2011)
- Vanquished Queens (a Hoods Entertainmenttel koprodukcióban, 2013–2014)
- Gokukoku no Brynhildr: Karaszavagi (2014)
- Ikkitószen: Extravaganza Epoch (2014)
- Isuca: Gokuraku (2015)
- Hjakka rjóran: Samurai After (2015)
- Queen’s Blade Grimoire (az Asreaddel koprodukcióban, 2016)
- Ikkitószen: Western Wolves (2019)

### Film
- Kite Liberator (a Fever Dreams-szel koprodukcióban, 2008)

### Hentai anime
- Indzsú gakuen La☆BlueGirl
  - La Blue Girl (淫獣学園; Hepburn: Injū gakuen?) (a 2. epizódtól, 1992–1993)
  - Sin - Indzsú gakuen (真・淫獣学園; Hepburn: Shin - Injū gakuen?) (1994)
  - Indzsú gakuen EX (淫獣学園EX; Hepburn: Injū gakuen EX?) (Dandelion név alatt, 1996)
  - Indzsú gakuen: Fukkacu-hen (淫獣学園 復活篇; Hepburn: Injū gakuen Fukkatsu-hen?) (a Green Bunny-val koprodukcióban, 2001–2002)
- Indzsú szeiszen
  - Szeidzsúden: Twin Dolls (聖獣伝ツインドールズ; Hepburn: Seijūden Tsuindōruzu / Seijūden: Twin Dolls?) (1994)
  - Indzsú szeiszen: Twin Angels (淫獣聖戦ツインエンジェル; Hepburn: Injū seisen Tsuinenjeru / Injū seisen: Twin Angels?) (1995)
  - Indzsú szeiszen XX (淫獣聖戦XX; Hepburn: Injū seisen XX?) (1996)
- Sailor szensi Venus♥Five (セーラー戦士ヴィーナス♡ファイブ; Hepburn: Sailor senshi Venus♥Five?) (Dandelion név alatt, a Daiei Filmmel koprodukcióban, 1994)
- Boku no Sexual Harassment (僕のセクシャルハラスメント?) (Triple X név alatt, 1994)
- Dragon Knight Gaiden (ドラゴンナイト外伝?) (Triple X név alatt, 1995)
- Kakjúszei: My Pretty Class Student (下級生 MY PRETTY CLASS STUDENT; Hepburn: Kakyūsei: My Pretty Class Student?) (1995)
- Advancer Tina (アドバンサー ティナ?) (Dandelion név alatt, 1996)
- Orchid★Emblem (オーキッド☆エンブレム?) (Dandelion név alatt, 1996)
- Kavarazakike no ichizoku
  - Kavarazakike no ichizoku (河原崎家の一族; Hepburn: Kawarazakike no ichizoku?) (1996–1997)
  - Kavarazakike no ichizoku (河原崎家の一族2; Hepburn: Kawarazakike no ichizoku 2?) (2004)
- Dókjúszei 2 (同級生2; Hepburn: Dōkyūsei 2?) (Triple X név alatt, 1996)
- Pia Carrot e jókoszo
  - Pia Carrot e jókoszo!! (Piaキャロットへようこそ!!; Pia Kjarotto e jókoszo!!; Hepburn: Pia Kyarotto e yōkoso!! / Pia Kyarotto e yōkoso!!?) (Triple X név alatt, 1997–1998)
  - Pia Carrot e jókoszo!! 2 (Piaキャロットへようこそ!!2; Pia Kjarotto e jókoszo!! 2; Hepburn: Pia Kyarotto e yōkoso!! 2 / Pia Kyarotto e yōkoso!! 2?) (Triple X név alatt, 1998–1999)
- Tokio kidó Police (TOKIO機動ポリス; Tokio kidó Poriszu; Hepburn: Tokio kidō Porisu / Tokio kidō Police?) (Dandelion név alatt, 1997)
- Iszaku
  - Iszaku (遺作; Hepburn: Isaku?) (1997)
  - Iszaku: Respect (遺作 〜Respect〜; Hepburn: Isaku: Respect?) (2001)
- Dószókai
  - Dószókai: Yesterday Once More (同窓会 Yesterday Once More?, ’Dōsōkai: Yesterday Once More’) (1997–1998)
  - Dószókai: Again (同窓会again; Hepburn: Dōsōkai: Again?) (2002)
- Midnight Panther (ミッドナイトパンサー; Middonaito Panszá; Hepburn: Middonaito Pansā?) (1998)
- Mudzsintó monogatari X
  - Mudzsintó monogatari X (無人島物語X; Hepburn: Mujintō monogatari X?) (1998)
  - Mudzsintó monogatari XX (無人島物語XX; Hepburn: Mujintō monogatari XX?) (1999)
- Kite (1998–2000)
- Natural
  - Natural: Mi mo kokoro mo (Natural -身も心も-?) (1999–2002)
  - Natural 2: Duo (Natural2 -DUO-?) (2001–2003)
- Words Worth (ワーズ・ワース; Vázu Vászu; Hepburn: Wāzu Wāsu?) (a Green Bunny-val koprodukcióban, 1999–2002)
- Mezzo Forte (2000–2001)
- Septem Charm Magical Canan (SeptemCharm まじかるカナン; SeptemCharm Madzsikaru Kanan; Hepburn: SeptemCharm Majikaru Kanan?) (Triple X név alatt, 2000–2003)
- Princess Memory (プリンセスメモリー; Purinszeszu Memorí; Hepburn: Purinsesu Memorī?) (Triple X név alatt, 2001)
- (él) (〔él〕?) (2001)
- Shinseiki: Inma seiden (新世紀 淫魔聖伝; Hepburn: Sinszeiki: Inma szeiden?) (2001–2002)
- Romance va curugi no kagajaki II (ロマンスは剣の輝きII; Romanszu va curugi no kagajaki II; Hepburn: Romansu wa tsurugi no kagayaki II / Romance wa tsurugi no kagayaki II?) (Triple X név alatt, 2001)
- Mizuiro (みずいろ?) (2002)
- Flutter of Birds
  - Flutter of Birds: Toritacsi no habataki (flutter of birds 〜鳥達の羽ばたき〜; Hepburn: Flutter of Birds: Toritachi no habataki?) (2002)
  - Flutter of Birds II: Tensitacsi no cubasza (flutter of birds II 〜天使たちの翼〜; Hepburn: Flutter of Birds II: Tenshitachi no tsubasa?) (2003)
- Hainuwele: Súkaku no joru (ハイヌウェレ 収穫の夜; Hainúere: Súkaku no joru; Hepburn: Hainūere: Shūkaku no yoru / Hainuwele: Shūkaku no yoru?) (2002)
- Asita no jukinodzsó
  - Asita no jukinodzsó (あしたの雪之丞; Hepburn: Ashita no yukinojō?) (2002–2003)
  - Masaru asita no jukinodzsó 2 (MASARU あしたの雪之丞2; Hepburn: Masaru Ashita no yukinojō 2?) (2003)
- Hotaruko (螢子?) (2003)
- Hjakki (百鬼; Hepburn: Hyakki?)
- Dark Shell: Ori no naka no namameki (ダーク・シェル 檻の中の艶; Dáku Seru: Ori no naka no namameki; Hepburn: Dāku Sheru: Ori no naka no namameki?) (2003)
- Nikutai teni (肉体転移?) (2003–2004)
- One: Kagajaku kiszecu e (ONE 〜輝く季節へ〜 True Stories; Hepburn: One: Kagayaku kisetsu e?) (2003–2004)
- Ai simai: Cubomi… Kegasite kudaszai The Animation (愛姉妹・蕾…汚してください THE ANIMATION; Hepburn: Ai shimai: Tsubomi… Kegashite kudasai The Animation?) (2004)
- Itazura The Animation (悪戯～いたずら～ The Animation?) (2005)
- Front Innocent (フロントイノセント; Furonto Inoszento; Hepburn: Furonto Inosento?) (a Hanjin Animation-nel és Jinwoo Production-nel koprodukcióban, 2005)
- Jakin bjótó szan (夜勤病棟・参; Hepburn: Yakin byōtō san?) (a Hanjin Animation-nel, a Green Bunny-val és a Discovery-vel koprodukcióban, 2005–2006)
- Hininden gauszu (緋忍伝 呀宇種; Hepburn: Hininden gausu?) (2005)